# Libidoclaea
Libidoclaea is een geslacht van kreeftachtigen uit de klasse van de Malacostraca (hogere kreeftachtigen).

## Soorten
- Libidoclaea granaria H. Milne Edwards & Lucas, 1842
- Libidoclaea smithii (Miers, 1886)